# Observatoire de Las Cumbres
Réseau mondial de télescopes de l'Observatoire de Las Cumbres 
 Las Cumbres Observatory Global Telescope Network • LCOGT
L’observatoire de Las Cumbres, officiellement nommé Réseau mondial de télescopes de l'Observatoire de Las Cumbres (en anglais Las Cumbres Observatory Global Telescope Network, en abrégé LCOGT), est un réseau d'observatoires astronomiques dont le siège est situé à Goleta, en Californie, aux États-Unis.
Le réseau est constitué actuellement de deux télescopes de 2 mètres, de neuf télescopes de 1 mètre et de sept télescopes de 40 cm, situés dans six observatoires astronomiques différents. Le réseau fonctionne comme une installation d'observation unique et intégrée, utilisant un logiciel de planification qui optimise en continu le planning d'observation de chaque télescope individuel. Ces télescopes sont majoritairement utilisés à l'heure actuelle pour détecter des transits planétaires.
Il est géré par le Las Cumbres Observatory Global Telescope Network, Inc., une fondation privée à but non lucratif dirigée par Wayne Rosing (en). Il est en lien avec l'Université de Californie à Santa Barbara.

## Historique
Rosing a fondé l'observatoire de Las Cumbres en 1993 dans le but d'aider les universités, les observatoires et les particuliers dans l'acquisition et l'amélioration des télescopes, de l'optique et l'instrumentation. Il a également fixé comme objectif à l'organisation de construire et de faire fonctionner un réseau mondial de télescopes. En 2005, Rosing a lancé la version mondiale de l'observatoire de Las Cumbres.
Le LCO a d'abord fait l'acquisition des deux télescopes Faulkes de deux mètres de diamètre : le télescope Faulkes nord sur l'île de Maui, à Hawaï, et le télescope Faulkes sud à Siding Spring en Australie. Le LCO a également acheté la société qui a construit les télescopes Faulkes, Telescope Technologies Limited de Liverpool, avec l’intention d’installer des télescopes supplémentaires de 2 mètres sur différents sites pour former un réseau robotisé. Au cours des années suivantes, Rosing et le personnel du LCO en sont venus à comprendre qu'un réseau composé de nombreux télescopes plus petits offrirait une plus grande capacité d’observation. L'organisation a conçu son propre télescope de 1 mètre avec un plan pour en localiser plusieurs sur chaque site choisi. Un télescope encore plus petit de 40 cm a également été développé principalement pour une utilisation dans le cadre de projets éducatifs.
En 2012 et 2013, neuf télescopes de 1 mètre ont été construits et déployés à l'observatoire McDonald de Fort Davis, au Texas ; à l'observatoire interaméricain du Cerro Tololo (CTIO) au Chili ; à l'observatoire astronomique sud-africain (SAAO), près de Sutherland, en Afrique du Sud ; et à Siding Springs (SSO) en Australie. En 2015 et 2016, sept télescopes de 40 cm ont été déployés au CTIO, à l'observatoire du Haleakalā, au SSO et à l'observatoire du Teide à Tenerife dans les îles Canaries.